# Campionati del mondo di atletica leggera indoor 2010 - Salto triplo maschile
Il salto triplo maschile si è tenuto il 12 ed il 14 marzo.

## Risultati

### Qualificazione
Chi eguaglia o supera i 16.95 m o rientra tra i primi 8 va in finale.
| Pos | Nome                | Nazione     | #1    | #2    | #3    | Ris   | Note |
| --- | ------------------- | ----------- | ----- | ----- | ----- | ----- | ---- |
| 1   | Yoandri Betanzos    | Cuba        | 17.11 |       |       | 17.11 | Q    |
| 2   | Christian Olsson    | Svezia      | 17.07 |       |       | 17.07 | Q    |
| 3   | Teddy Tamgho        | Francia     | 16.90 | x     | 15.91 | 16.90 | q    |
| 4   | Jadel Gregório      | Brasile     | 16.27 | 16.85 | x     | 16.85 | q    |
| 5   | Fabrizio Donato     | Italia      | 16.55 | 16.82 | x     | 16.82 | q    |
| 6   | Arnie David Giralt  | Cuba        | 16.48 | 16.71 | x     | 16.71 | q    |
| 7   | Igor Spasovkhodskiy | Russia      | 16.32 | x     | 16.57 | 16.57 | q    |
| 8   | Dmitrij Vaľukevič   | Slovacchia  | 16.49 | x     | 16.55 | 16.55 | q    |
| 9   | Li Yanxi            | Cina        | 16.36 | 16.31 | 16.54 | 16.54 | SB   |
| 10  | Viktor Yastrebov    | Ucraina     | x     | 16.28 | 16.53 | 16.53 |      |
| 11  | Dimitrios Tsiamis   | Grecia      | 16.53 | 16.00 | 15.38 | 16.53 |      |
| 12  | Jefferson Sabino    | Brasile     | x     | x     | 16.49 | 16.49 | SB   |
| 13  | Momchil Karailiev   | Bulgaria    | 16.35 | 16.43 | 16.39 | 16.43 |      |
| 14  | Brandon Roulhac     | Stati Uniti | 16.16 | 16.36 | 16.18 | 16.36 |      |
| 15  | Walter Davis        | Stati Uniti | 16.33 | x     | x     | 16.33 |      |
| 16  | Samyr Laine         | Haiti       | 16.30 | 16.18 | 16.18 | 16.30 |      |
| 17  | Randy Lewis         | Grenada     | 16.28 | x     | x     | 16.28 |      |
| 18  | Colomba Fofana      | Francia     | 15.82 | x     | 15.95 | 15.95 |      |
| 19  | Daniele Greco       | Italia      | 15.60 | x     | 15.39 | 15.60 |      |

### Finale
| Pos | Atleta              | Nazione    | #1    | #2    | #3    | #4    | #5    | #6    | Ris   | Note |
| --- | ------------------- | ---------- | ----- | ----- | ----- | ----- | ----- | ----- | ----- | ---- |
| 1   | Teddy Tamgho        | Francia    | 17.41 | 17.24 | x     | x     | 17.50 | 17.90 | 17.90 | WR   |
| 2   | Yoandri Betanzos    | Cuba       | 17.69 | x     | -     | 16.29 | x     | 17.57 | 17.69 | PB   |
| 3   | Arnie David Giralt  | Cuba       | 17.15 | 17.21 | 17.17 | 16.45 | 17.36 | 16.88 | 17.36 | SB   |
| 4   | Christian Olsson    | Svezia     | 17.23 | 16.90 | -     | -     | -     | -     | 17.23 |      |
| 5   | Fabrizio Donato     | Italia     | 16.40 | 16.88 | x     | x     | x     | 16.49 | 16.88 |      |
| 6   | Jadel Gregório      | Brasile    | x     | x     | 16.60 | x     | 16.78 | 16.39 | 16.78 |      |
| 7   | Dmitrij Valukevic   | Slovacchia | x     | 16.44 | x     | 16.25 | x     | 16.72 | 16.72 |      |
| 8   | Igor Spasovkhodskiy | Russia     | 16.42 | x     | x     | -     | 16.11 | x     | 16.42 |      |